# Fossa Renana

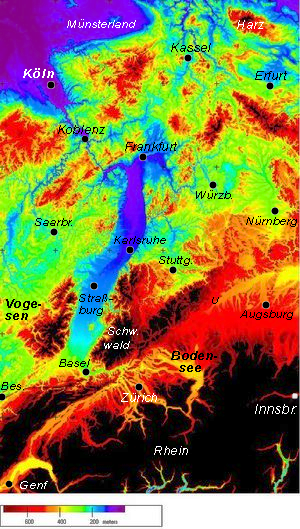
Fossa Renana (in blu) da Basilea a Francoforte

La Fossa Renana detta anche bassopiano renano, fossa dell'alto Reno o bassopiano dell'alto Reno (in tedesco: Oberrheinische Tiefebene oppure Oberrheingraben, Rheingraben, Rheintalgraben o Rheinebene) è una fossa di sprofondamento larga dai 30 ai 45 km e lunga circa 300 km che si estende in direzione sud-nord nella Germania meridionale, chiusa dai monti Vosgi a ovest e dalla Selva Nera a est. È così chiamata perché vi scorre il fiume Reno.
L'estremo meridionale della fossa si trova in territorio svizzero, nei pressi di Basilea mentre la parte meridionale è in parte in territorio francese, nelle regioni di Colmar e di Strasburgo, la parte settentrionale della vallata si estende fino a Francoforte sul Meno.

## Città situate nella fossa Renana (da sud a nord)
- Basilea (Svizzera)
- Mulhouse (Francia)
- Friburgo in Brisgovia (Germania)
- Strasburgo (Francia)
- Karlsruhe (Germania)
- Heidelberg (Germania)
- Mannheim (Germania)
- Ludwigshafen sul Reno (Germania)
- Darmstadt (Germania)
- Francoforte sul Meno (Germania)
- Wiesbaden (Germania)
- Magonza (Germania)